# Џејн Дарвел
Џејн Дарвел (енгл. Jane Darwell) је била америчка глумица, рођена 15. октобра 1879. године у Палмајри, а преминула 13. августа 1967. године у Лос Анђелесу.

## Биографија
Џејн Дарвел је рођена као Пати Вудард у држави Мисури. Почела је глумити у чикашким позориштима, иако се хтела придружити циркусу. Прву филмску улогу је имала 1913. године, а за две године након тога снимила је чак двадесетак филмова. Након тога се вратила позоришту. На филму је поново почела глумити 1930. године, након чега се преселила у Холивуд. Својим је изгледом и годинама била идеална за споредне, карактерне улоге, најчешће мајке једног од главних ликова. Позната је њена изјава: „Глумила сам мајку Хенрија Фонде, тако кад год се сретнемо, зовем га 'сине', а он мене 'мама', чисто да уштедимо на времену.”
Након што је 1939. године имала мању улогу у епском филму Прхујало с вихором, добила је Оскара за најбољу споредну глумицу, за улогу у филму Плодови гнева. Улогу је добила на инсистирање управо Хенрија Фонде, који је био главни глумац у филму. Како је имала уговор са студијем 20th Century Fox, Дарвелова се појављивала у великом броју филмова, касније и ТВ серија. До краја каријере скупила је двестотињак улога на великом и малом екрану. Последња јој је улога била 1964. године у Дизнијевом мјузиклу Мери Попинс, где је наступила уз тада младу Џули Ендруз.
Умрла је од срчаног удара 1967. године у Вудланд Хилсу, у својој 88. години.

## Филмографија
| Улоге Џејн Дарвел |                    |               |                   |          |
| Година            | Српски назив       | Изворни назив | Улога             | Напомена |
| 1939.             | Прхујало с вихором |               | госпођа Мериведер |          |
| 1940.             | Плодови гнева      |               | Мама Џоуд         |          |
| 1948.             | 3 кума             |               | госпођица Флори   |          |
| 1964.             | Мери Попинс        |               | жена са птицама   |          |